# Заречный (Уржумский район)
Заречный — поселок в Уржумском районе Кировской области в составе Уржумского сельского поселения.

## География
Находится в левобережье Вятки на расстоянии примерно 11 километров на северо-восток от районного центра города Уржум.

## История
Известен с 1926 года, когда в нем учтено было дворов 2 и жителей 5, в 1950 319 и 1324, в 1989 отмечено 204 жителя. 

## Население
Постоянное население  составляло 90 человек (русские 89%) в 2002 году, 21 в 2010.